# Кириловка (Тараклийски район)
Кириловка (на молдовски: Chirilovca) е село, разположено в Тараклийски район, Молдова.

## Население
Населението на селото през 2004 година е 253 души, от тях:
- 82 – украинци (32,41 %)
- 61 – гагаузи (24,11 %)
- 49 – молдовци (19,36 %)
- 32 – българи (12,65 %)
- 28 – руснаци (11,06 %)
- 1 – други националности или неопределени (0,39 %)